# Кубок Англії з футболу 1921—1922
Кубок Англії з футболу 1921—1922 — 47-й розіграш найстарішого футбольного турніру у світі, Кубка виклику Футбольної Асоціації, також відомого як Кубок Англії. Вперше титул здобув Гаддерсфілд Таун.

## Перший раунд
| Дата                  | Господарі                | Рахунок | Гості                   |
| --------------------- | ------------------------ | ------- | ----------------------- |
| 7 січня               | Блекпул                  | 1:2     | Вотфорд                 |
| 7 січня               | Бристоль Сіті            | 0:0     | Ноттінгем Форест        |
| 11 січня Перегравання | Ноттінгем Форест         | 3:1     | Бристоль Сіті           |
| 7 січня               | Бернлі                   | 2:2     | Гаддерсфілд Таун        |
| 11 січня Перегравання | Гаддерсфілд Таун         | 3:2     | Бернлі                  |
| 7 січня               | Престон Норт-Енд         | 3:0     | Вулвергемптон Вондерерз |
| 7 січня               | Саутгемптон              | 3:1     | Саут Шилдс              |
| 7 січня               | Волсолл                  | 3:3     | Бредфорд Сіті           |
| 11 січня Перегравання | Бредфорд Сіті            | 4:0     | Волсолл                 |
| 7 січня               | Джиллінгем               | 1:3     | Олдем Атлетік           |
| 7 січня               | Лестер Сіті              | 2:0     | Клептон Орієнт          |
| 7 січня               | Блекберн Роверз          | 1:1     | Саутпорт                |
| 11 січня Перегравання | Саутпорт                 | 0:2     | Блекберн Роверз         |
| 7 січня               | Астон Вілла              | 6:1     | Дербі Каунті            |
| 7 січня               | Болтон Вондерерз         | 1:0     | Бері                    |
| 7 січня               | Грімсбі Таун             | 1:1     | Ноттс Каунті            |
| 12 січня Перегравання | Ноттс Каунті             | 3:0     | Грімсбі Таун            |
| 7 січня               | Сандерленд               | 1:1     | Ліверпуль               |
| 11 січня Перегравання | Ліверпуль                | 5:0     | Сандерленд              |
| 7 січня               | Евертон                  | 0:6     | Крістал Пелес           |
| 7 січня               | Свіндон Таун             | 2:1     | Лідс Юнайтед            |
| 7 січня               | Ньюкасл Юнайтед          | 6:0     | Ньюпорт Каунті          |
| 7 січня               | Ворксоп Таун             | 1:2     | Саутенд Юнайтед         |
| 7 січня               | Манчестер Сіті           | 3:1     | Дарлінгтон              |
| 7 січня               | Барнслі                  | 1:1     | Норвіч Сіті             |
| 12 січня Перегравання | Норвіч Сіті              | 1:2     | Барнслі                 |
| 7 січня               | Брентфорд                | 0:2     | Тоттенгем Готспур       |
| 7 січня               | Нортгемптон Таун         | 3:0     | Редінг                  |
| 7 січня               | Портсмут                 | 1:1     | Лутон Таун              |
| 11 січня Перегравання | Лутон Таун               | 2:1     | Портсмут                |
| 7 січня               | Брайтон енд Гоув Альбіон | 1:0     | Шеффілд Юнайтед         |
| 7 січня               | Манчестер Юнайтед        | 1:4     | Кардіфф Сіті            |
| 7 січня               | Плімут Аргайл            | 1:1     | Фулгем                  |
| 11 січня Перегравання | Фулгем                   | 1:0     | Плімут Аргайл           |
| 7 січня               | Міллволл                 | 4:2     | Ашингтон                |
| 7 січня               | Галл Сіті                | 5:0     | Мідлсбро                |
| 7 січня               | Челсі                    | 2:4     | Вест-Бромвіч Альбіон    |
| 7 січня               | Бредфорд Парк-Авеню      | 1:0     | Венсдей                 |
| 7 січня               | Порт Вейл                | 2:4     | Сток                    |
| 7 січня               | Суонсі Сіті              | 0:0     | Вест Гем Юнайтед        |
| 11 січня Перегравання | Вест Гем Юнайтед         | 1:1     | Суонсі Сіті             |
| 16 січня Перегравання | Суонсі Сіті              | 1:0     | Вест Гем Юнайтед        |
| 7 січня               | Арсенал                  | 0:0     | Норвіч Сіті             |
| 11 січня Перегравання | Норвіч Сіті              | 1:2     | Арсенал                 |

## Другий раунд
До другого раунду увійшли переможці першого раунду. 
| Дата                  | Господарі                | Рахунок | Гості                    |
| --------------------- | ------------------------ | ------- | ------------------------ |
| 28 січня              | Ліверпуль                | 0:1     | Вест-Бромвіч Альбіон     |
| 28 січня              | Престон Норт-Енд         | 3:1     | Ньюкасл Юнайтед          |
| 28 січня              | Саутгемптон              | 1:1     | Кардіфф Сіті             |
| 1 лютого Перегравання | Кардіфф Сіті             | 2:0     | Саутгемптон              |
| 28 січня              | Лестер Сіті              | 2:0     | Фулгем                   |
| 28 січня              | Ноттінгем Форест         | 3:0     | Галл Сіті                |
| 28 січня              | Астон Вілла              | 1:0     | Лутон Таун               |
| 28 січня              | Болтон Вондерерз         | 1:3     | Манчестер Сіті           |
| 28 січня              | Свіндон Таун             | 0:1     | Блекберн Роверз          |
| 28 січня              | Тоттенгем Готспур        | 1:0     | Вотфорд                  |
| 28 січня              | Барнслі                  | 3:1     | Олдем Атлетік            |
| 28 січня              | Нортгемптон Таун         | 2:2     | Сток                     |
| 1 лютого Перегравання | Сток                     | 3:0     | Нортгемптон Таун         |
| 28 січня              | Брайтон енд Гоув Альбіон | 0:0     | Гаддерсфілд Таун         |
| 1 лютого Перегравання | Гаддерсфілд Таун         | 2:0     | Брайтон енд Гоув Альбіон |
| 28 січня              | Бредфорд Сіті            | 1:1     | Ноттс Каунті             |
| 1 лютого Перегравання | Ноттс Каунті             | 0:0     | Бредфорд Сіті            |
| 6 лютого Перегравання | Ноттс Каунті             | 1:0     | Бредфорд Сіті            |
| 28 січня              | Крістал Пелес            | 0:0     | Міллволл                 |
| 1 лютого Перегравання | Міллволл                 | 2:0     | Крістал Пелес            |
| 28 січня              | Саутенд Юнайтед          | 0:1     | Суонсі Сіті              |
| 28 січня              | Бредфорд Парк-Авеню      | 2:3     | Арсенал                  |

## Третій раунд
До третього раунду увійшли переможці другого раунду. 
| Дата                   | Господарі            | Рахунок | Гості                |
| ---------------------- | -------------------- | ------- | -------------------- |
| 18 лютого              | Сток                 | 0:0     | Астон Вілла          |
| 22 лютого Перегравання | Астон Вілла          | 4:0     | Сток                 |
| 18 лютого              | Блекберн Роверз      | 1:1     | Гаддерсфілд Таун     |
| 22 лютого Перегравання | Гаддерсфілд Таун     | 5:0     | Блекберн Роверз      |
| 18 лютого              | Вест-Бромвіч Альбіон | 1:1     | Ноттс Каунті         |
| 22 лютого Перегравання | Ноттс Каунті         | 2:0     | Вест-Бромвіч Альбіон |
| 18 лютого              | Тоттенгем Готспур    | 2:1     | Манчестер Сіті       |
| 18 лютого              | Барнслі              | 1:1     | Престон Норт-Енд     |
| 22 лютого Перегравання | Престон Норт-Енд     | 3:0     | Барнслі              |
| 18 лютого              | Міллволл             | 4:0     | Суонсі Сіті          |
| 18 лютого              | Кардіфф Сіті         | 4:1     | Ноттінгем Форест     |
| 18 лютого              | Арсенал              | 3:0     | Лестер Сіті          |

## Четвертий раунд
У цьому раунді зіграли переможці попереднього етапу.
| Дата                   | Господарі         | Рахунок | Гості             |
| ---------------------- | ----------------- | ------- | ----------------- |
| 4 березня              | Ноттс Каунті      | 2:2     | Астон Вілла       |
| 8 березня Перегравання | Астон Вілла       | 3:4     | Ноттс Каунті      |
| 4 березня              | Гаддерсфілд Таун  | 3:0     | Міллволл          |
| 4 березня              | Кардіфф Сіті      | 1:1     | Тоттенгем Готспур |
| 8 березня Перегравання | Тоттенгем Готспур | 2:1     | Кардіфф Сіті      |
| 4 березня              | Арсенал           | 1:1     | Престон Норт-Енд  |
| 8 березня Перегравання | Престон Норт-Енд  | 2:1     | Арсенал           |

## Півфінали
У півфіналах зіграли команди, що перемогли на попередньому етапі.
| Дата       | Господарі        | Рахунок | Гості             |
| ---------- | ---------------- | ------- | ----------------- |
| 25 березня | Гаддерсфілд Таун | 2:0     | Ноттс Каунті      |
| 25 березня | Престон Норт-Енд | 2:1     | Тоттенгем Готспур |

## Фінал
| 29 квітня 1922 |

| Гаддерсфілд Таун | 1:0      | Престон Норт-Енд |
| ---------------- | -------- | ---------------- |
| Сміт 67' (пен.)  | Протокол |                  |

| Стемфорд Бридж, Лондон Глядачів: 53 000 Арбітр: Дж.В.П.Фаулер |